# Gan Le'ummi Naẖal Rubin
Gan Le'ummi Naẖal Rubin (hebreiska: Gan Le’ummi Naẖal Rubin, גן לאמי נחל רובין) är ett naturreservat i Israel.   Det ligger i distriktet Jerusalem, i den norra delen av landet.